# 12. prosinec
12. prosinec je 346. den roku podle gregoriánského kalendáře (347. v přestupném roce). Do konce roku zbývá 19 dní. Svátek má Simona.

## Události

### Česko
- 1903 – Čtyři funkcionáři Svatováclavské záložny byli odsouzeni za účast na podvodech.
- 1918 – Zřízení československé státní Vysoké školy zvěrolékařské v Brně, první vysoké školy založené nově vzniklou Československou republikou.
- 1943 – Za přítomnosti Edvarda Beneše byla v Moskvě uzavřena československo-sovětská smlouva o přátelství, vzájemné pomoci a poválečné spolupráci.
- 2015 – Mezi Českými Budějovicemi a Vídní začaly jezdit přímé vlaky, z nichž jeden je prodloužen do Plzně. Obnovilo se tím spojení, které přerušila druhá světová válka a železná opona.

### Svět
- 0627 – Bitva u Ninive, kde byzantský císař Herakleios porazil Peršany.
- 1098 – Vojáci první křižácké výpravy dobyli a vyplundrovali město Ma'arat an-Numán v Sýrii.
- 1408 – Císař Zikmund Lucemburský se svoji manželkou Barbarou Celjskou založil Dračí řád po vítězné bitvě, kdy získal Bosnu
- 1524 – Papež Klement VII. odsouhlasil vznik organizace židovské komunity v Římě
- 1666 – Moskevský koncil sesadil patriarchu Ruské pravoslavné církve Nikona.
- 1787 – Pensylvánie se jako 2. stát připojila ke Spojeným státům americkým.
- 1792 – Jednadvacetiletý Ludwig van Beethoven dostal první lekci hudební kompozice od Franze Josepha Haydna.
- 1822 – USA oficiálně uznaly Mexiko jako nezávislý stát
- 1899 – Na havajském ostrově Oahu se objevil první případ moru.
- 1901 – Guglielmo Marconi provedl první transatlantické bezdrátové spojení.
- 1916 – Německo nabídlo dohodovým mocnostem vyjednávání. Ty však vyjednávat odmítly.
- 1917 – Stovky francouzských vojáků, jedoucích na vánoční a novoroční dovolenku, zahynuly při vykolejení vojenského vlaku u Saint-Michel-de-Maurienne.
- 1925
  - Perský parlament téměř jednohlasně schválil povýšení dosavadního předsedy vlády Rezy Chána na šáha.
- 1959 – Bruce McLaren vyhrál svou první Velkou cenu formule 1 (USA) ve věku 22 let a stal se nejmladším vítězem závodu F1
- 1962 – premiéra filmu Poklad na Stříbrném jezeře (Der Schatz im Silbersee), prvního a nejznámějšího titulu z novodobé série „vinnetouovek“ podle literární předlohy Karla Maye.
- 1963 – Keňa získala nezávislost na Spojeném království.
- 1999 – Zahájen útok na Groznyj.
- 2002 – Byla spuštěna anglická verze Wikislovníku.
- 2004
  - Mahmúd Abbás, nástupce Jásira Arafata ve funkci předsedy Organizace pro osvobození Palestiny (OOP), se při návštěvě Kuvajtu omluvil za podporu, kterou tehdejší palestinské vedení vyjádřilo iráckému prezidentu Saddámu Husajnovi po obsazení Kuvajtu Irákem v roce 1990.
  - Útočníci z palestinské militantní organizace Hamás a z Fatáhu, frakce OOP, vyhodili do vzduchu kontrolní stanoviště izraelské armády na hranici mezi Egyptem a Izraelem okupovaným pásmem Gazy. Při výbuchu zahynulo 5 vojáků okupačních vojsk a 6 bylo zraněno, byl zabit rovněž nejméně jeden palestinský útočník.
  - Izraelem vězněný vůdce palestinského povstání (intifády) Marwan Barghouti se vzdal kandidatury na post prezidenta Palestinské autonomie a podpořil oficiálního kandidáta OOP Mahmúda Abbáse. Volby nástupce Jásira Arafata proběhly 9. ledna 2005
  - V prezidentských volbách v Rumunsku zvítězil těsným poměrem opoziční kandidát, starosta Bukurešti Traian Basescu.
- 2015 – V Saúdské Arábii začaly volby do místních samospráv, kterých se poprvé v historii země zúčastnily ženy.
- 2021 – Max Verstappen vyhrál mistrovství světa Formule 1.

## Narození

### Česko

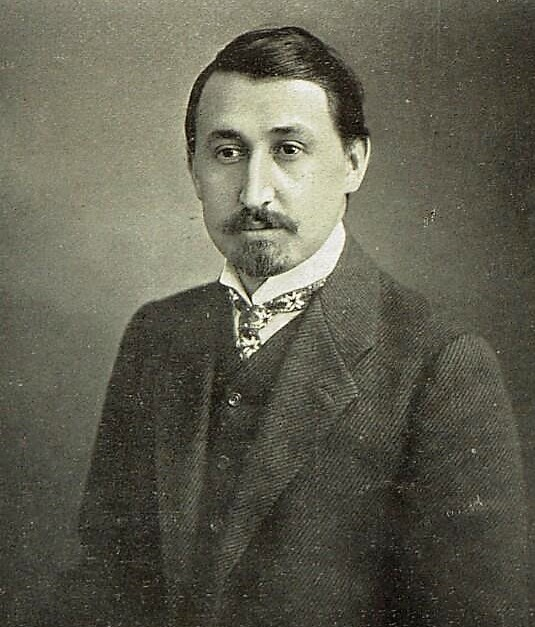
Jiří Mahen (* 1882)

- 1744 – Quido Benedict Rochepine, vojenský inženýr v Brně († ?)
- 1831 – Josef Virgil Grohmann, český pedagog, spisovatel a politik německé národnosti († 12. října 1919)
- 1834 – Vilém ze Schaumburg-Lippe, český šlechtic († 4. dubna 1906)
- 1837 – Hynek Palla, český hudební skladatel a propagátor Sokola († 24. července 1896)
- 1844 – Otilie Sklenářová-Malá, česká herečka († 23. února 1912)
- 1863 – Josef Václav Bohuslav, soudce Ústavního soudu († 24. března 1952)
- 1865 – Karel Goszler, fotograf († 14. června 1936)
- 1870 – Jan Axamit, český lékař a archeolog († 19. listopadu 1931)
- 1875 – Karol Kmeťko, biskup nitranský, československý politik slovenské národnosti († 22. prosince 1948)
- 1876 – Emil Burian, český operní pěvec († 9. října 1926)
- 1880 – Hugo Steiner-Prag, pražský německý grafik († 10. září 1945)
- 1882 – Jiří Mahen, český spisovatel († 22. května 1939)
- 1889
  - Rudolf Faukner, jeden z prvních českých autorů sci-fi († 11. června 1971)
  - Václav Štěpán, muzikolog, estetik, klavírista, skladatel, publicista a pedagog († 24. listopadu 1944)
- 1896 – Willibald Gatter, německo český automobilový konstruktér († 14. května 1973)
- 1899 – Karel Müller, malíř († 17. května 1977)
- 1902 – Josef Voříšek, letecký konstruktér, designér a fotograf († 1. ledna 1980)
- 1908 – Antonín Bartoň, československý lyžařský reprezentant († 9. září 1982)
- 1911 – Erich Auerbach, novinářský fotograf († 1977)
- 1912 – Leo Eitinger, česko-norský psychiatr († 15. října 1996)
- 1919 – Antonín Kohout, violoncellista a hudební pedagog († 15. února 2013)
- 1920
  - Rudolf Černý, dělník, havíř a spisovatel († 4. února 1982)
  - Josef Doležal, stříbrná medaile v chůzi na 50 km na OH 1952 († 28. ledna 1999)
- 1924 – Jiří Hanke, československý fotbalový reprezentant († 11. prosince 2006)
- 1925 – Miloslav Racek, historik umění, estetik a archeolog († 29. září 1980)
- 1926 – Lubor Těhník, keramik, pedagog a designér († 3. března 1987)
- 1946 – Hana Brejchová, herečka († duben 2024)
- 1950 – Martin Vojtíšek, pianista a skladatel
- 1954 – Daniel Ženatý, protestantský teolog
- 1959 – Renata Pospiechová, spisovatelka, politička a učitelka

### Svět

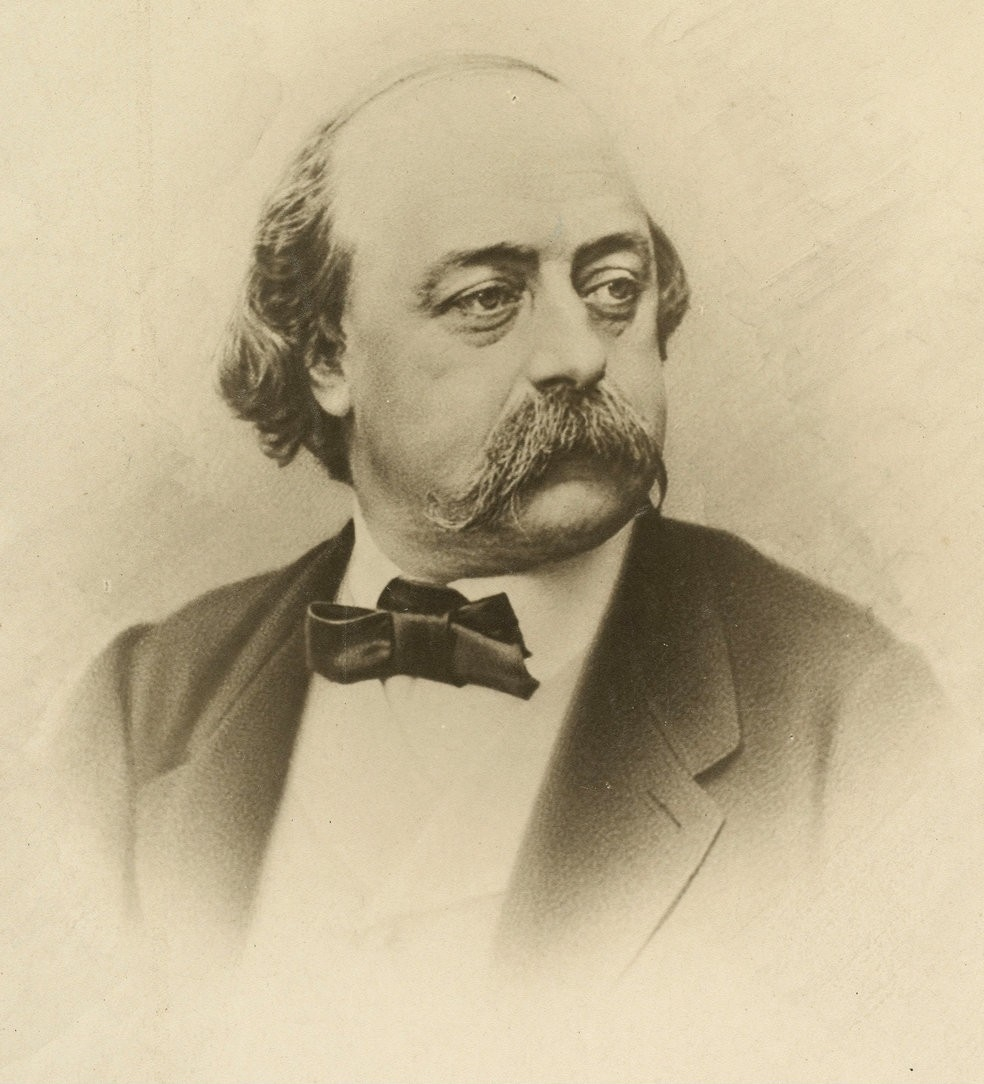
Gustave Flaubert (* 1821)

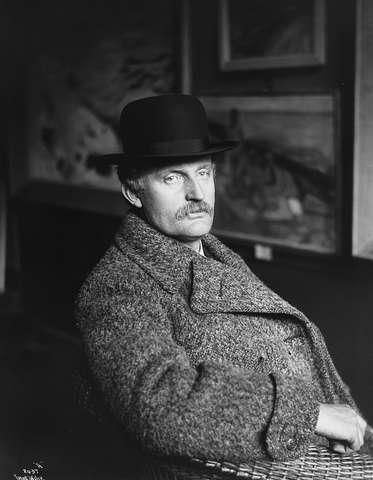
Edvard Munch (* 1863)

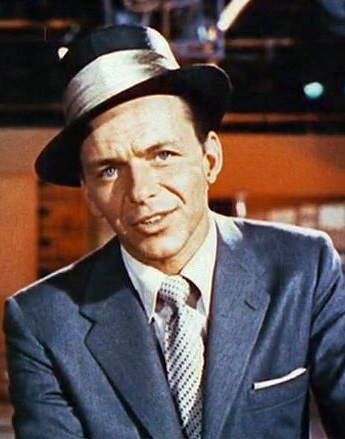
Frank Sinatra (* 1915)

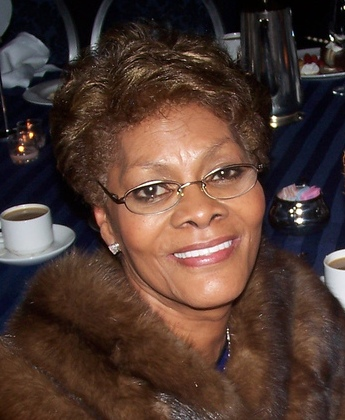
Dionne Warwick (* 1940)

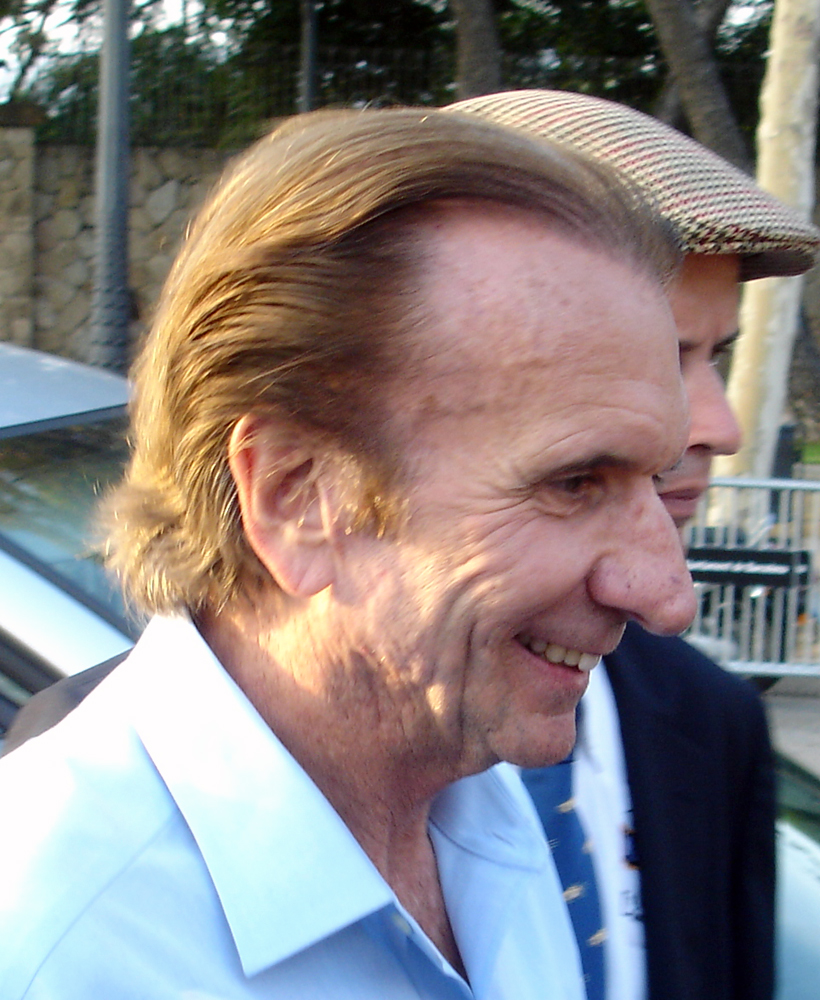
Emerson Fittipaldi (* 1946)

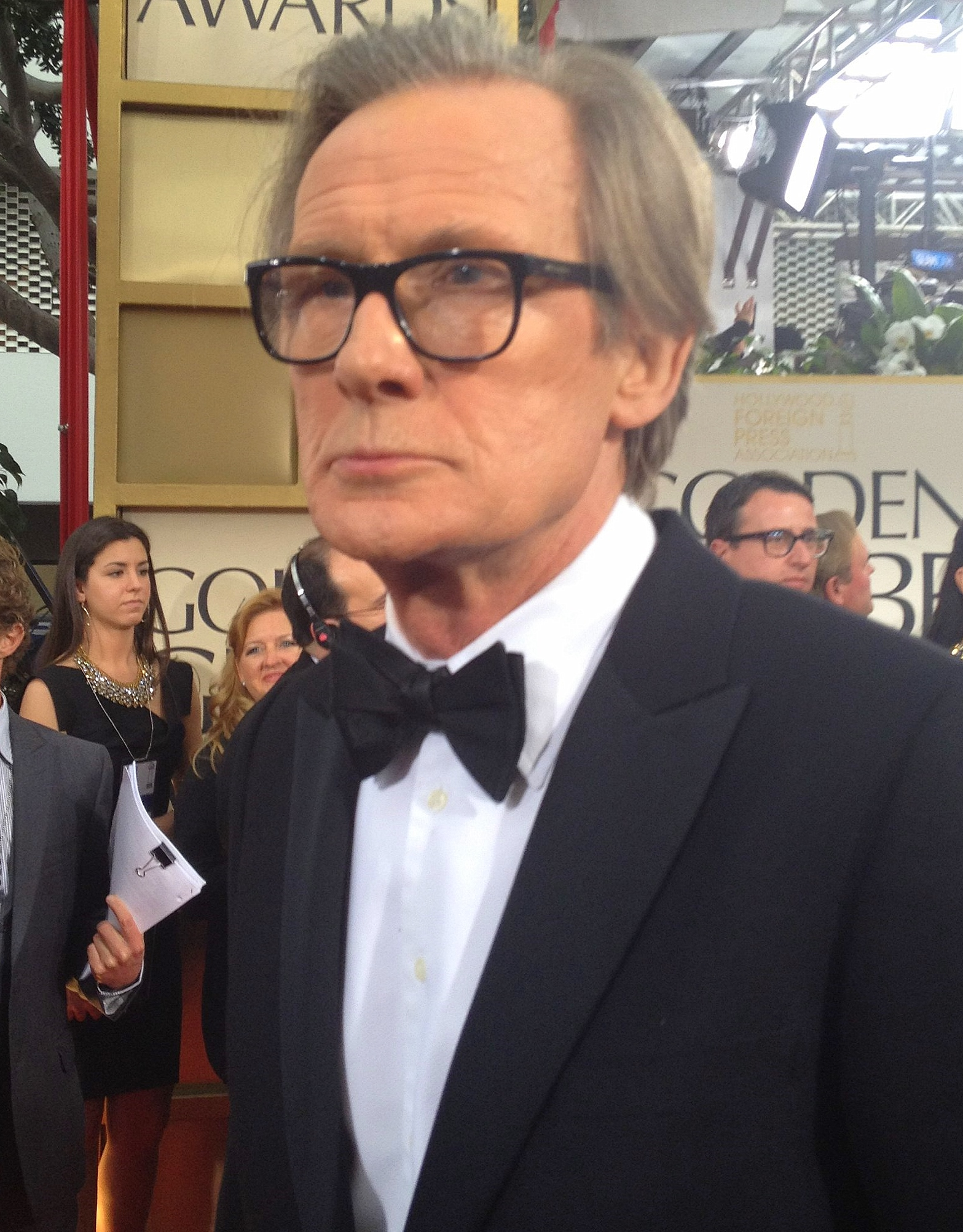
Bill Nighy (* 1949)

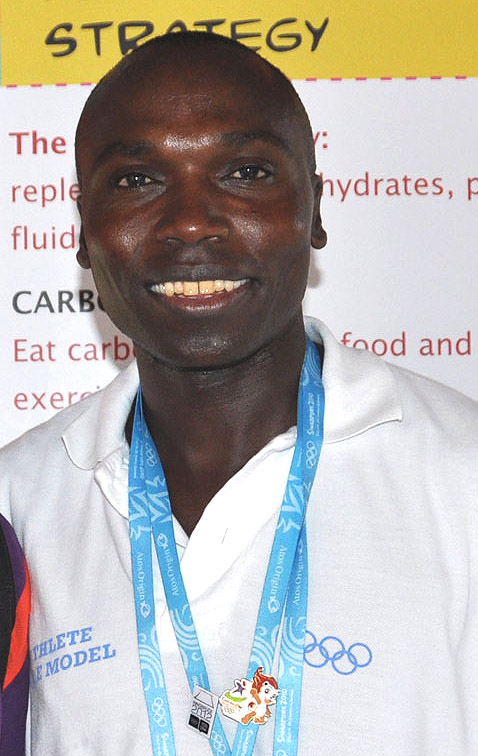
Wilson Kipketer (* 1972)

- 1541 – Johann Bauhin, švýcarský botanik a lékař († 26. října 1613)
- 1574 – Adam Václav Těšínský, těšínský kníže z rodu slezských Piastovců († 13. července 1617)
- 1675 – Benjamin Hederich, německý jazykovědec, lexikograf a matematik († 18. července 1748)
- 1712 – Karel Alexandr Lotrinský, rakouský vojevůdce a velmistr Řádu německých rytířů († 4. července 1780)
- 1715 – Gennaro Manna, italský hudební skladatel a pedagog († 28. prosince 1779)
- 1724 – Samuel Hood, britský admirál († 27. ledna 1816)
- 1731 – Erasmus Darwin, anglický lékař, filosof, vynálezce a básník († 18. dubna 1802)
- 1745 – John Jay, americký právník, politik a diplomat († 17. května 1829)
- 1747 – Anna Sewardová, anglická spisovatelka († 25. března 1809)
- 1750 – Lady Anne Barnardová, skotská básnířka a spisovatelka († 1825)
- 1761 – Marie Tussaud, francouzská tvůrkyně voskových soch († 18. dubna 1850)
- 1766 – Nikolaj Michajlovič Karamzin, ruský spisovatel a historik († 3. června 1826)
- 1773 – Robert Surcouf, francouzský korzár († 8. července 1827)
- 1775 – William Henry, anglický chemik († 2. září 1836)
- 1791 – Marie Luisa Habsbursko-Lotrinská, francouzská císařovna, manželka Napoleona I. Bonaparta († 17. prosince 1847)
- 1795 – John Russell, anglický kynolog († 28. dubna 1883)
- 1801 – Jan I. Saský, saský král († 29. října 1873)
- 1820 – Şevkefza Sultan, čtvrtá manželka sultána Abdülmecida I., matka sultána Murada V. († 17. září 1889)
- 1821 – Gustav Flaubert, francouzský spisovatel († 8. května 1880)
- 1832 – Peter Ludwig Mejdell Sylow, norský matematik († 7. září 1918)
- 1844 – Johann Peter Theodor Janssen, německý malíř († 19. února 1908)
- 1862 – Joseph Bruce Ismay, rejdař, prezident White Star Line († 17. října 1937)
- 1863 – Edvard Munch, norský expresionistický malíř († 1944)
- 1866 – Alfred Werner, německý chemik († 15. listopadu 1919)
- 1872
  - Heinrich Vogeler, německý malíř, grafik, architekt († 14. června 1942)
  - Bruno Cassirer, oxfordský vydavatel a galerista († 29. října 1941)
- 1875 – Gerd von Rundstedt, německý velitel († 24. února 1953)
- 1876 – Alvin Kraenzlein, americký atlet, čtyřnásobný olympijský vítěz 1900 († 6. ledna 1928)
- 1882 – Akiba Rubinstein, polský šachový velmistr († 15. března 1961)
- 1890 – Kazimierz Ajdukiewicz, polský filosof, sémantik a logik († 1963)
- 1895 – William Ramsay, kanadský hokejista, vítěz OH 1924 († 30. září 1952)
- 1902 – Koloman Sokol, slovenský malíř, grafik a ilustrátor († 12. ledna 2003)
- 1904 – Ján Stanislav, slovenský jazykovědec († 29. července 1977)
- 1905 – Vasilij Grossman, ruský spisovatel († 14. září 1964)
- 1907 – Roy Douglas, anglický hudební skladatel († 23. března 2015)
- 1913 – Rex Easton, americký automobilový závodník († 21. prosinec 1974)
- 1914
  - Alexandrina Luisa Dánská, hraběnka z Castellu († 26. dubna 1962)
  - Patrick O'Brian, anglický romanopisec († 2. ledna 2000)
- 1915 – Frank Sinatra, americký zpěvák a herec († 14. května 1998)
- 1916 – Andy Furci, americký automobilový závodník († 9. červenec 1998)
- 1918 – Štefan Žáry, slovenský básník, spisovatel, překladatel a novinář († 25. srpna 2007)
- 1919 – Viliam Šalgovič, slovenský politik, jeden z hlavních představitelů konzervativního proudu v KSČ († 6. února 1990)
- 1920 – Kazimierz Jasiński, polský historik († 8. srpna 1997)
- 1921
  - Hans Robert Jauß, německý literární teoretik († 1. března 1997)
  - Soňa Kovačevičová, slovenská etnografka († 27. prosince 2009)
- 1923 – Bob Dorough, americký klavírista a zpěvák († 23. dubna 2018)
- 1924 – Ed Koch, americký právník, politik a politický komentátor († 1. února 2013)
- 1927 – Robert Noyce, americký fyzik († 3. června 1990)
- 1928
  - Čingiz Ajtmatov, kyrgyzský spisovatel, prozaik a publicista († 10. června 2008)
  - Helen Frankenthaler, americká malířka († 27. prosince 2011)
- 1929
  - John James Osborne, anglický dramatik († 24. prosince 1994)
  - Tošiko Akijoši, japonsko-americká klavíristka
- 1931 – Christian Metz, francouzský filmový teoretik († 7. září 1993)
- 1933 – Manu Dibango, kamerunský zpěvák, saxofonista a hráč na vibrafon († 24. března 2020)
- 1935 – Juhani Aaltonen, finský jazzový saxofonista a flétnista
- 1936 – Jolanda Balașová, rumunská atletka, dvojnásobná olympijská vítězka († 11. března 2016)
- 1937
  - Buford Pusser, šerif z McNairy County († 21. srpna 1974)
  - Michael Jeffery, generální guvernér Austrálie († 18. prosince 2020)
- 1939 – Michael Gazzaniga, americký kognitivní neurovědec a psycholog
- 1940 – Dionne Warwick, americká zpěvačka
- 1941 – Frazier Mohawk, americký hudební producent († 2. června 2012)
- 1943
  - Grover Washington, Jr., americký saxofonista († 17. prosince 1999)
  - Dickey Betts, americký kytarista, zpěvák a skladatel († 18. dubna 2024)
  - Ray Allen, britský automobilový závodník
- 1944 – Alex Acuña, peruánský jazzový bubeník a perkusionista
- 1945 – Tony Williams, americký jazzový bubeník († 1997)
- 1946
  - Emerson Fittipaldi, brazilský automobilový závodník, mistr světa F1
  - Renzo Zorzi, italský automobilový závodník

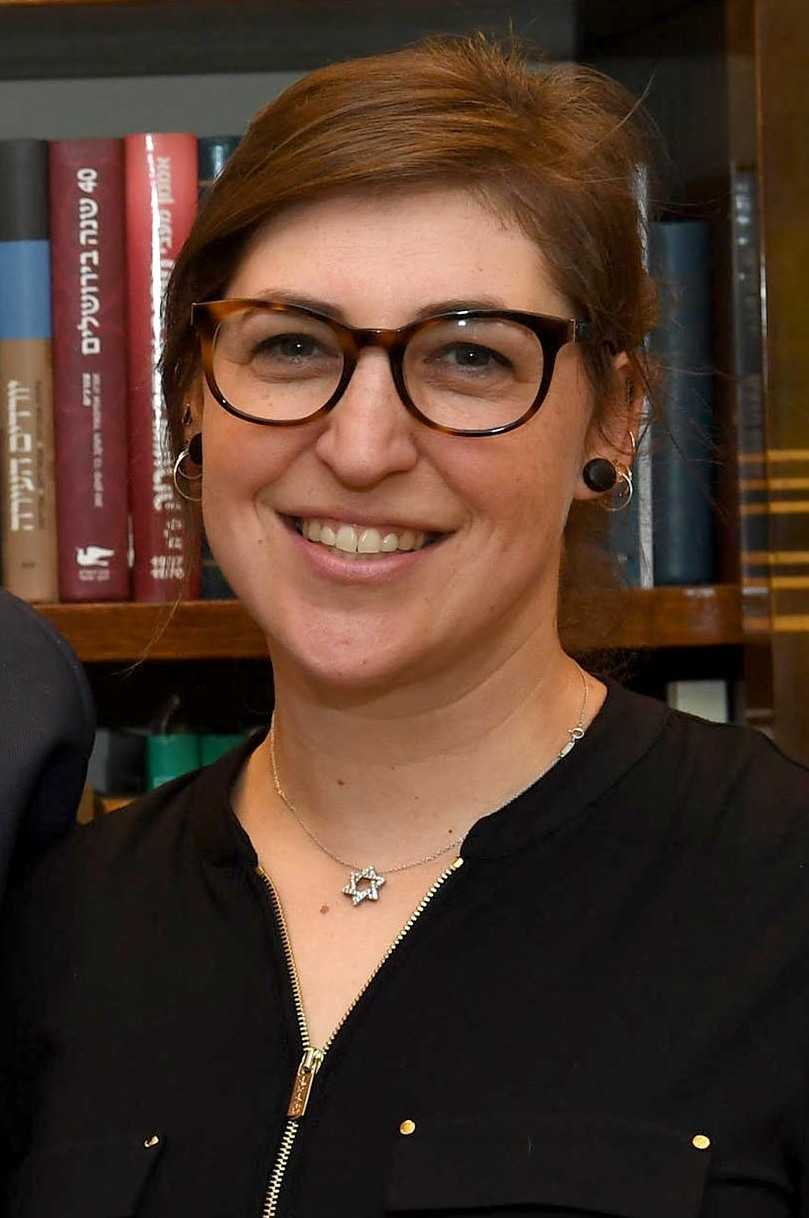
Mayim Bialik (*1975)

- Mayim Bialik (*1975)1947 – Will Alsop, britský architekt († 13. května 2018)
- 1948
  - Tom Wilkinson, anglický herec
  - Elijahu Rips, izraelský matematik
- 1949
  - David Abulafia, britský historik
  - Bill Nighy, anglický herec
  - Marc Ravalomanana, madagaskarský politik
- 1950 – Eric Maskin, americký ekonom, Nobelova cena 207
- 1951
  - Steven Hawley, americký astronaut
  - Fjodor Filippovič Koňuchov, ruský cestovatel, spisovatel a kněz
- 1953
  - Alexandr Beljavskij, slovinský šachový velmistr
  - Bruce Kulick, americký kytarista
- 1957
  - Sheila E., americká hráčka na bicí nástroje a zpěvačka
  - Axel Scheffler, britský knižní ilustrátor německého původu
- 1965
  - Alessandra Acciaiová, italská herečka
  - Will Carling, anglický ragbista
- 1969
  - Madeleine Wickhamová, britská spisovatelka
  - Michael Möllenbeck, německý atlet, diskař († 2. listopadu 2022)
- 1972
  - Hank Williams III, americký hudebník
  - Wilson Kipketer, dánsky atlet
- 1974 – Bernard Lagat, atlet USA původem z Keni
- 1975 – Mayim Bialik, americká herečka
- 1976 – Róbert Tomík, slovenský lední hokejista
- 1979 – Martin Čakajík, slovenský lední hokejista
- 1982
  - Dmitrij Tursunov, ruský tenista
  - Heidi Løkeová norská házenkářka
- 1984 – Daniel Agger, dánský fotbalista
- 1990
  - Victor Moses, nigerijský fotbalista
  - Jernej Kruder, slovinský sportovní lezec
- 1991 – Annette Edmondsonová, australská cyklistka
- 1996 – Lucas Hedges, americký herec
- 2001 – Michael Olise, francouzský fotbalista

## Úmrtí

### Česko

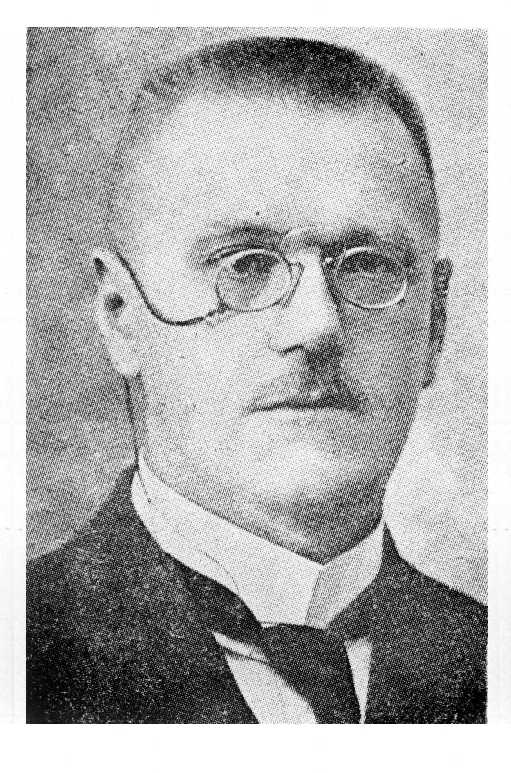
Bedřich Hrozný († 1952)

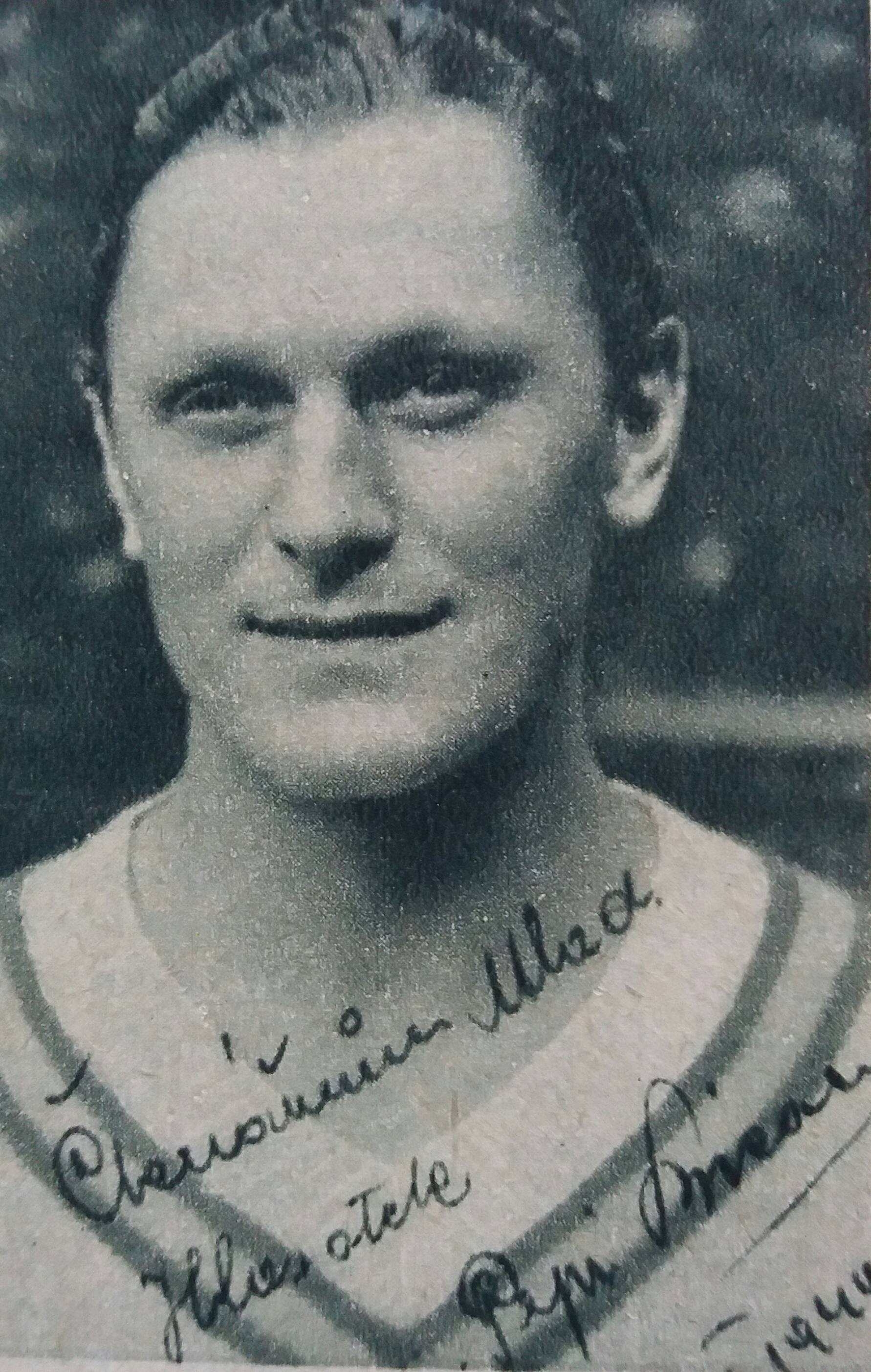
Josef Bican († 2001)

- 1565 – Jáchym z Hradce, nejvyšší kancléř Království českého, rytíř Zlatého rouna(* 14. července 1526)
- 1736 – Antonina Houbraken, nizozemská rytkyně (* 31. května 1686)
- 1751 – Kilián Ignác Dientzenhofer, český architekt a stavitel německého původu (* 1. září 1689)
- 1868 – Josef Zikmund, český advokát a politik (* 17. února 1810)
- 1880 – Antonín Vašek, středoškolský profesor, jazykovědec, spisovatel a slezský národní buditel (* 11. listopadu 1829)
- 1896 – Ludwig Grünberger, klavírista a hudební skladatel (* 24. dubna 1839)
- 1909 – Jan Harrach, politik, mecenáš a podnikatel (* 2. listopadu 1828)
- 1911 – Václav Karel Řehořovský, český matematik (* 1. listopadu 1849)
- 1916 – Jan Dvořák, český lékař a politik (* 13. května 1849)
- 1921 – Karel Khun, kněz, kronikář a regionální historik (* 14. října 1866)
- 1927 – Heinrich Rietsch, rakouský hudební vědec a skladatel českého původu (* 22. září 1860)
- 1933 – Antonín Švehla, předseda vlády Československa a předseda Agrární strany (* 15. dubna 1873)
- 1937 – Karol Medvecký, československý politik slovenské národnosti (* 10. června 1875)
- 1941 – Antonín Svěcený, československý politik (* 1. ledna 1871)
- 1945 – Bedřich ze Schaumburg-Lippe, šlechtic, majitel zámků v Náchodě a Ratibořicích (* ? 1868)
- 1950 – Bohumil Honzátko, český gymnasta, atlet a olympionik (* 30. prosince 1875)
- 1952 – Bedřich Hrozný, český orientalista (* 6. května 1879)
- 1962 – František Kobliha, český malíř a grafik (* 17. listopadu 1877)
- 1965 – Čeněk Hruška, československý komunistický politik (* 17. ledna 1889)
- 1973 – Meda Valentová, česká herečka (* 24. května 1898)
- 1981 – František A. Krejčí, architekt (* 14. května 1908)
- 1982 – Vladimír Štědroň, český právník, klavírista, varhaník, violista, dirigent, hudební skladatel a pedagog (* 30. března 1900)
- 1986 – Rudolf Cortés, český herec a zpěvák (* 16. března 1921)
- 1988 – Milan Vlček, katolický kněz (* 13. dubna 1939)
- 1992 – Ota Holub, spisovatel a publicista (* ? 1930)
- 1995 – Jan Faltýnek, český herec, šansoniér a bavič (* 12. dubna 1936)
- 1999
  - Petr Lébl, český režisér, scénograf, herec, výtvarník a umělecký šéf Divadla Na zábradlí (* 16. května 1965)
  - Miloslav Machek, český trumpetista, dirigent a hudební skladatel populární hudby (* 9. listopadu 1923)
- 2001 – Josef Bican, český a rakouský fotbalový reprezentant (* 25. září 1913)
- 2002 – Věra Gabrielová, herečka a fotografka (* 21. února 1919)
- 2007 – Jan Florian, malíř, sochař a restaurátor (* 25. prosince 1921)
- 2009 – Norbert Auerbach, česko-americký filmový producent (* 4. listopadu 1922)
- 2020 – Adam Rucki, katolický kněz (* 8. ledna 1951)
- 2021 – Zdeněk Kukal, oceánolog, geolog a oceánograf (* 29. listopadu 1932)

### Svět

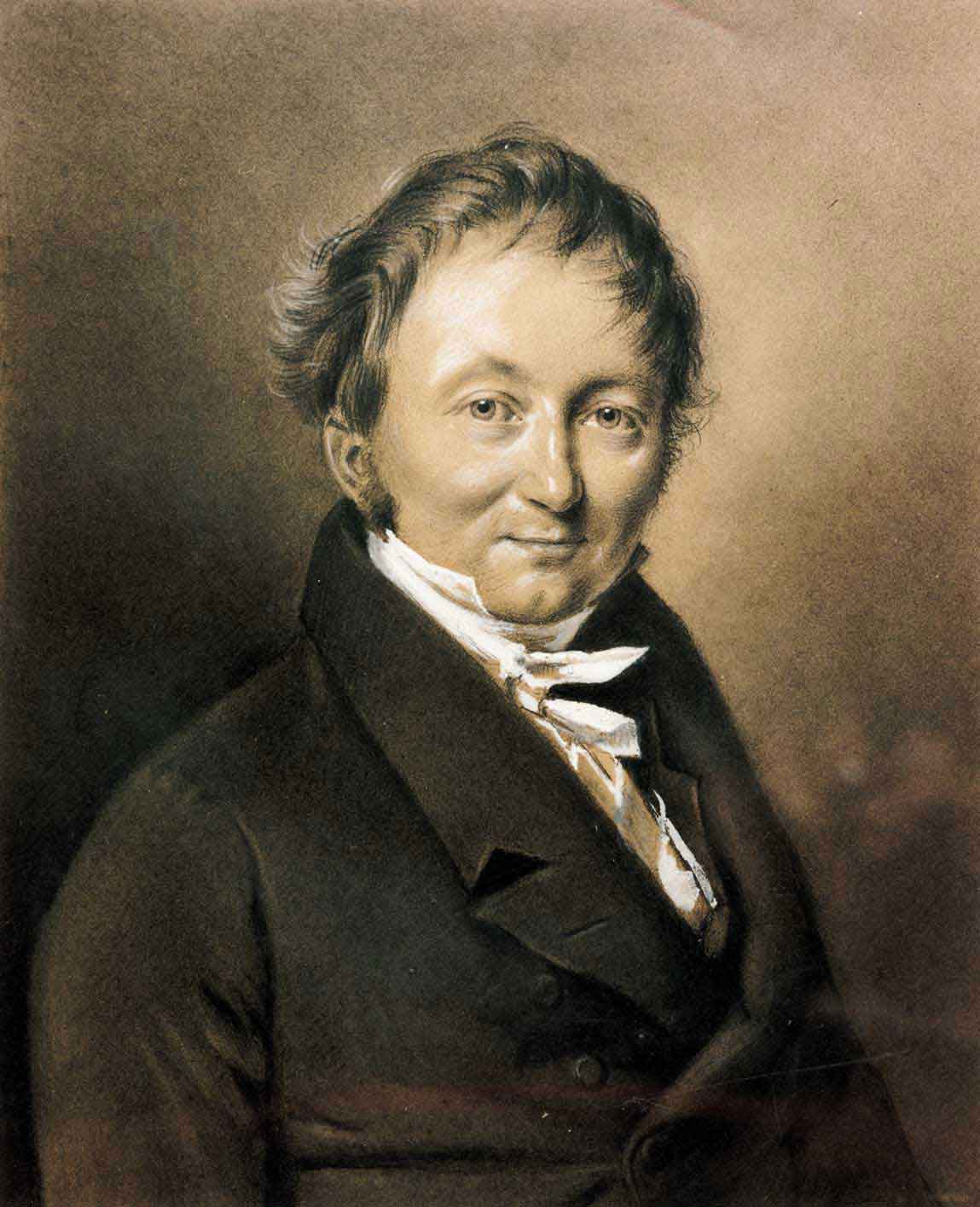
Karl Drais († 1851)

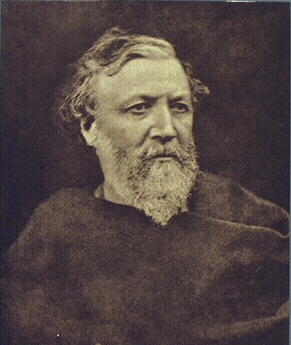
Robert Browning († 1889)

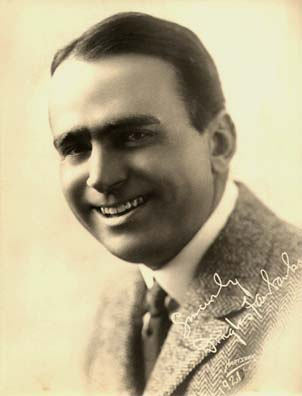
Douglas Fairbanks († 1939)

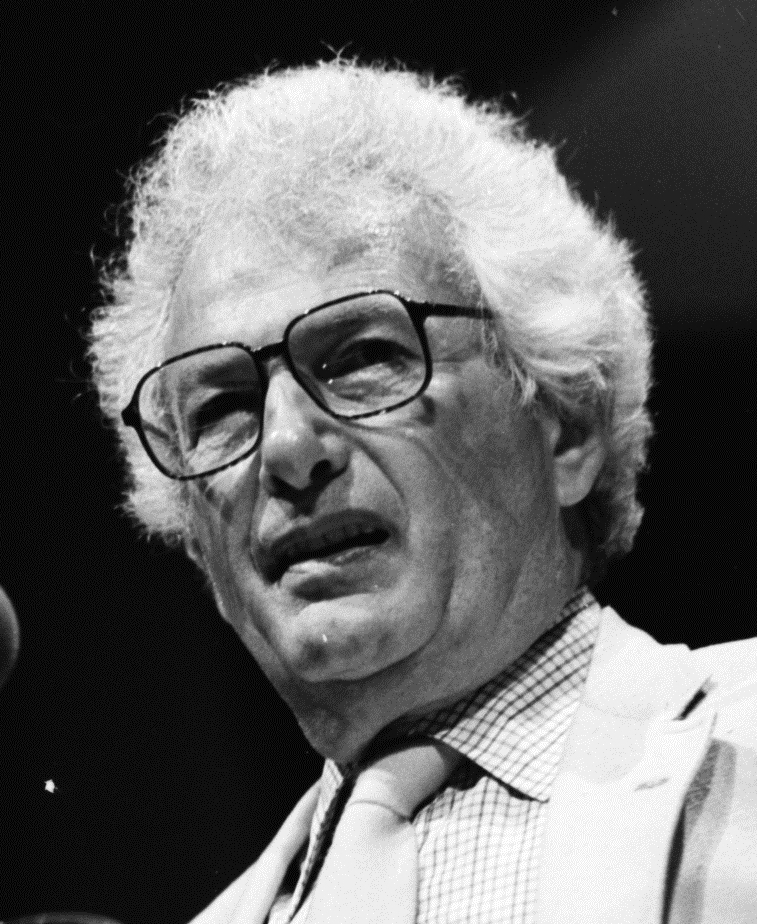
Joseph Heller († 1999)

- 0884 – Karloman II. Francouzský, západofranský král (* 866)
- 1213
  - Vilém z Lüneburku, vládce Lüneburgu z německé dynastie Welfů (* 11. dubna 1184)
  - Jan z Mathy, zakladatel řádu trinitářů, světec (* ? 1160)
- 1296 – Isabella z Maru, skotská šlechtična (* asi 1269)
- 1395 – Jolanda z Dampierre, hraběnka z Baru (* 1326)
- 1475 – Jana Portugalská, kastilská královna (* 20. března 1439)
- 1586 – Štěpán Báthory, polský král a litevský velkokníže (* 27. září 1533)
- 1622 – Bartolomeo Manfredi, italský malíř (* 1582)
- 1652 – Adam Thebesius, slezský evangelický pastor a skladatel duchovních písní (* 6. prosince 1596)
- 1656 – Gabriel Bengtsson Oxenstierna, švédský hrabě a státník (* 18. června 1586)
- 1693 – Anna Magdalena Falcko-Birkenfeldsko-Bischweilerská, německá šlechtična (* 14. února 1640)
- 1754 – Wu Ťing-c', čínský spisovatel (* 1701)
- 1766 – Johann Christoph Gottsched, německý dramatik, divadelní teoretik (* 2. února 1700)
- 1777 – Albrecht von Haller, švýcarský anatom, fyziolog, botanik a básník (* 16. října 1708)
- 1781 – Christophe de Beaumont, francouzský katolický arcibiskup (* 26. července 1703)
- 1785 – Šarlota Hesensko-Darmstadtská, meklenbursko-střelická vévodkyně (* 5. listopadu 1755)
- 1792 – Denis Ivanovič Fonvizin, ruský dramatik (* 14. dubna 1745)
- 1836 – Giuseppe Farinelli, italský skladatel (* 7. května 1769)
- 1838 – Carl Philipp von Wrede, bavorský polní maršál a diplomat (* 29. dubna 1767)
- 1849 – Marc Isambard Brunel, francouzsko-britský inženýr, architekt a vynálezce (* 25. dubna 1769)
- 1851 – Karl Drais, německý vynálezce jízdního kola (* 29. dubna 1785)
- 1870 – Saverio Mercadante, italský hudební skladatel (* 16. září 1795)
- 1871 – Henrik Rung, dánský hudební skladatel (* 30. března 1807)
- 1875 – Félix-Jacques Moulin, francouzský fotograf (* 27. března 1802)
- 1889 – Robert Browning, anglický básník (* 7. května 1812)
- 1904 – Emanuel Stěpanovič Šiffers, ruský šachista (* 4. května 1850)
- 1912
  - Mauriz von Rössler, ministr obchodu Předlitavska (* 13. července 1857)
  - Luitpold Bavorský, bavorský regent (* 12. března 1821)
- 1913 – Menelik II., etiopský císař (* 17. srpna 1844)
- 1921 – Henrietta Swan Leavittová, americká astronomka (* 4. července 1868)
- 1922 – John Wanamaker, americký podnikatel a politik (* 11. července 1838)
- 1924 – Alexandr Parvus, ruský židovský revolucionář (* 8. září 1867)
- 1927 – Friedrich Kleinwächter, rakouský ekonom (* 25. února 1838)
- 1934 – Thorleif Haug, norský lyžař, olympijský vítěz 1924 (* 28. září 1894)
- 1939 – Douglas Fairbanks, americký herec, režisér, scenárista a producent (* 23. května 1883)
- 1941 – Branson DeCou, americký fotograf (* 20. října 1892)
- 1958 – Milutin Milanković, srbský geofyzik (* 28. května 1879)
- 1962 – Felix Aderca, rumunský básník, spisovatel, překladatel a dramatik (* 13. března 1891)
- 1963 – Theodor Heuss, první prezident Spolkové republiky Německo (* 31. ledna 1884)
- 1977 – Clementine Churchillová, manželka britského premiéra Winstona Churchilla (* 1. dubna 1885)
- 1978 – Keith Ellis, britský hudebník (* 19. března 1946)
- 1981 – Tone Fajfar, slovinský politik a partyzán (* ? 1913)
- 1985 – Ian Stewart, skotský klávesista a zakladatel skupiny The Rolling Stones (* 18. července 1938)
- 1988 – Rudolf Schündler, německý herec a režisér (* 17. dubna 1906)
- 1993 – József Antall, premiér Maďarska (* 8. dubna 1932)
- 1994 – Stuart Allen Roosa, americký astronaut (* 1933)
- 1996 – Anton Moravčík, československý fotbalový reprezentant (* 3. června 1931)
- 1999
  - Stane Dolanc, slovinský prezident (* 16. listopadu 1925)
  - Joseph Heller, americký spisovatel (* 1. května 1923)
- 2002
  - Brad Dexter, americký herec (* 9. dubna 1917)
  - Mykola Amosov, ukrajinský lékař, vynálezce a spisovatel (* 19. prosince 1913)
- 2003 – Hejdar Alijev, prezident Ázerbájdžánské republiky (* 10. května 1923)
- 2005 – Juraj Szikora, slovenský fotbalista, útočník, reprezentant Československa (* 2. března 1947)
- 2006 – Kenny Davern, americký klarinetista (* 7. ledna 1935)
- 2007
  - Alfons Maria Stickler, rakouský kardinál (* 23. srpna 1910)
  - Ike Turner, americký hudebník a producent, exmanžel zpěvačky Tiny Turner (* 5. listopadu 1931)
- 2008
  - Avery Dulles, americký teolog, kardinál (* 24. srpna 1918)
  - Alberich Józef Siwek, opat polského kláštera Wachock a kláštera Vyšší Brod (* 15. května 1920)
- 2009
  - Norbert Auerbach, česko-americký filmový producent (* 4. listopadu 1922)
  - Klavdija Bojarskichová, sovětská běžkyně na lyžích, olympijská vítězka (* 11. listopadu 1939)
- 2019 – Danny Aiello, americký herec (* 20. června 1933)
- 2020 – Jack Steinberger, americký fyzik, nositel Nobelovy ceny za fyziku (* 25. května 1921)
- 2022 – Hermann Nuber, německý fotbalista a trenér (* 10. října 1935)
- 2024
  - Amaury Pasos, brazilský basketbalista (* 11. prosince 1935)
  - Martial Solal, francouzský jazzový klavírista a hudební skladatel (* 23. srpna 1927)

## Svátky

### Česko
- Simona
- Benedikta
- Féba
- Přibyslava

Československo
- konec měsíce československo-sovětského přátelství (7.11.–12.12.)

### Svět
- Mezinárodní den neutrality
- Universal Health Coverage Day
- Keňa: Den nezávislosti
- Turkmenistán: Den neutrality
- Rusko: Den ústavy

| 12. prosinec v pražském KlementinuÚdaje jsou platné k 11. 3. 2025. | 12. prosinec v pražském KlementinuÚdaje jsou platné k 11. 3. 2025. | 12. prosinec v pražském KlementinuÚdaje jsou platné k 11. 3. 2025. |
| minimum                                                            | denní průměr                                                       | maximum                                                            |
| ------------------------------------------------------------------ | ------------------------------------------------------------------ | ------------------------------------------------------------------ |
| −16,5 °C (1871)                                                    | 1,5 °C (od 1961)                                                   | 13,8 °C (1994)                                                     |